# 莊拿芬·希克斯
莊拿芬·希克斯（英語：Jonathan Sykes，1990年3月9日—），巴哈馬足球運動員，司職中場，現時效力於馬里維爾學院。

## 生涯
希克斯於2008年開始在美國效力大學生足球隊馬里維爾學院。
他在2011年首次為巴哈馬國家足球隊出賽，並在世界盃外圍實登場。